# Austenita
L'austenita és una forma d'ordenament diferent dels àtoms de ferro i carboni. Aquesta és la forma estable del ferro pur a temperatures que oscil·len entre els 900 a 1400 °C. Està format per una dissolució sòlida del carboni de ferro, fet que suposa un percentatge màxim de C del 2%. És dúctil, tova i tenaç. És la forma cúbica centrada en les cares (FCC) del ferro. També se'l coneix com a austerita. Admet el tremp, però no és ferromagnètica, a diferència de la ferrita. L'estructura cristal·lina de l'austenita és del tipus cúbica, de cares centrades, on es dilueixen en solució sòlida els àtoms de carboni en els intersticis, fins a un màxim tal com ho mostra el diagrama de fase Fe-C. Aquesta estructura permet una millor difusió amb el carboni, accelerant així el procés de carburació de l'acer. La solubilitat màxima és només de l'1,67%. Cal recordar que, per definició, els acers contenen menys d'1,67% de carboni i poden tenir dissolt el carboni completament a altes temperatures. L'austenita no és estable a temperatura ambient excepte en acers fortament aliats com alguns inoxidables. L'austenita és tova i dúctil i, en general, la majoria de les operacions de forja i laminat d'acers s'efectua a aproximadament els 1.100 °C, quan la fase austenítica és estable.